# Paraplotosus butleri
Paraplotosus butleri es una especie de peces de la familia Plotosidae en el orden de los Siluriformes.

## Morfología
• Los machos pueden llegar alcanzar los 32,5 cm de longitud total.
- Los adultos son totalmente negros.[1][2]

## Alimentación
Come moluscos gasterópodos y crustáceos.

## Hábitat
Es un pez de mar y de clima tropical y asociado a los  arrecifes de coral que vive entre 0-5 m de profundidad.

## Distribución geográfica
Se encuentra al norte de Australia.

## Costumbres
Parece ser que es nocturno.